# Isotima rakela
Isotima rakela är en stekelart som beskrevs av Sudheer och T.C. Narendran 2006. Isotima rakela ingår i släktet Isotima och familjen brokparasitsteklar. Inga underarter finns listade i Catalogue of Life.